# 台焼
台焼（うてなやき）は、岩手県花巻市で焼かれる陶磁器。花巻温泉郷の一角、台温泉近辺にて焼かれる。「糖青磁釉」と呼ばれる薄緑の色合いが特徴。

## 歴史
1895年、杉村勘兵衛がかつて利用されていた湯ノ沢焼（小瀬川焼）の窯を活用して開窯した。杉村は、温泉水を使って陶土の鉄分を沈澱させ、混ざり物のない白磁を作ることに成功する。その後、自分の経営していた温泉を売却、その金を陶芸の研鑽に注ぎ込んだ。1921年に花巻温泉が開発されると、生産数はますます増大した。
昭和に入ると、花巻温泉に窯を移し、陶器も焼くようになった。だが、大産地に押されて徐々に衰退。後に伝統的な台焼を守るため、県の窯業試験所に隣接する形で生産が続けられた。現在は有限会社台焼として営業を行っている。

## 特徴
台焼の特徴はやや鈍色の白い器肌であり、それに染付や釉薬を用いて意匠を作る。特に染付磁器は東北地方では珍しく、作品には菊花、唐草模様などがある。近年は陶器が主流であり、主に海鼠釉で彩りを添える。決して飾らない作りで、いかにも民芸品らしい趣がある。